# Gorica (grad)
Gorica (talijanski: Gorizia) je grad i općina u sjeveroistočnoj Italiji, u autonomnoj regiji Furlanija-Julijska krajina. Nalazi se u podnožju Julijskih Alpa, na samoj granici sa Slovenijom. Nakon Drugog svjetskog rata granica između Italije i SFRJ, tj. Slovenije uspostavljena je 1947. godine. Njome je stari grad ostao u Italiji, dok je na slovenskoj strani izgrađena Nova Gorica. Zajedno, oni čine prekogranično gradsko područje, u koje također potpada slovenska općina Šempeter-Vrtojba.

## Poznate osobe
- Vladimir Jurko Glaser
- Josip Jernej